# Liste der Abgeordneten des zweiten ordentlichen Vereinigten Landtags der Herzogtümer Anhalt-Dessau und Anhalt-Köthen
Diese Liste nennt die Abgeordneten des zweiten ordentlichen Vereinigten Landtags der Herzogtümer Anhalt-Dessau und Anhalt-Köthen 1849 bis 1850.
Nach der Märzrevolution hatte der konstituierende Landtag eine Verfassung ausgearbeitet. Das Wahlrecht wurde im Wahlgesetz vom 24. Februar 1849 festgelegt. Der so gewählte erste ordentliche Landtag trat zwischen dem 4. Juni 1849 und seiner Auflösung am 12. November 1849 in 11 Sitzungen zusammen. Nach der Auflösung des ersten Landtags kam es im Dezember 1849 zu Neuwahlen. Der Gesamtlandtag von Anhalt-Dessau und Anhalt-Köthen bestand aus 44 Abgeordneten. Die Wahlperiode betrug zwei Jahre. Bei Angelegenheiten, die jeweils nur ein Teilherzogtum betrafen, konnten die jeweils 22 Abgeordneten der einzelnen Landesteile zu Speziallandtagen zusammengerufen werden. Die Liste nennt daher die beiden Speziallandtage gesondert. Der Gesamtlandtag bestand aus der Summe aller Mitglieder. Das Präsidium des vereinigten Landtags wurde von folgenden Personen gebildet:
- Präsident: Karl Friedrich Hölemann, Pfarrer in Edderitz
- Stellvertretender Präsidenten: L. Otto Mann, Prediger in Zerbst, Friedrich Louis Rulandt, Bankdirektor in Dessau

## Zweiter ordentlicher Landtag für Anhalt-Dessau
- Präsident: L. Otto Mann, Prediger in Zerbst
- Stellvertretende Präsidenten: Eduard Degener, Landwirt in Dessau und Karl Wiegand, Lehrer in Zerbst

| Wahlort       | Abgeordneter                                    | Stellvertreter                                     | Anmerkung                                         |
| ------------- | ----------------------------------------------- | -------------------------------------------------- | ------------------------------------------------- |
| Dessau        | Gustav Philippson, Lehrer in Dessau             | August Reichmann, Apotheker in Dessau              | ab Juni 1851: August Köppe, Rechtsanwalt          |
| Dessau        | Friedrich Fiedler, Stadtrat in Dessau           | Salomon Daniel, Kaufmann in Dessau                 |                                                   |
| Dessau        | Friedrich Louis Rulandt, Bankdirektor in Dessau | Friedrich Dambacher, Brauherr in Dessau            |                                                   |
| Dessau        | Rudolph Krütli, Advokat in Dessau               | Adolph Rieß, Buchhändler in Dessau                 |                                                   |
| Mosigkau      | Georg von Anhalt-Dessau                         | Friedrich Lippold, Pfarrer in Reupzig              |                                                   |
| Jonitz        | Eduard Mann, Stadt- und Landrat in Dessau       | Dr. Behmer, Advokat in Dessau                      | ab Juni 1851:L. Köppe, Literat                    |
| Wörlitz       | Wilhelm Franke, Rektor in Wörlitz               | Friedrich Corte, Maurermeister in Wörlitz          |                                                   |
| Oranienbaum   | Franz Imme, Justizamtmann in Oranienbaum        | Ludwig Schwabe, Bürgermeister in Oranienbaum       |                                                   |
| Horstdorf     | Bieth, Regierungsbaurat, Dessau                 | Dr. phil. Karl August Willhem Elze, Dessau         |                                                   |
| Raguhn        | Eduard Paschasius, Bürgermeister in Raguhn      | Friedrich Luther, Pfarrvikar in Raguhn             |                                                   |
| Jeßnitz       | Ferdinand Kahleyß, Advokat in Zerbst            | Dr. Hieronymus Fränkel, Jeßnitz                    |                                                   |
| Radegast      | Wilhelm Ephraim Kluge, Pfarrer in Quellendorf   | Adolph Schubring, Oberlandesgerichtsrat in Dessau  |                                                   |
| Quellendorf   | Stein, Pfarrer in Scheuder                      | Gustav Freißleben, Architekt in Dessau             | ab Juni 1851:Eduard Paschasius jun. Bürgermeister |
| Gröbzig       | Eduard Degener, Landwirt in Dessau              | Friedrich Martini, Bäcker in Gröbzig               |                                                   |
| Sandersleben  | Ferdinand Buchrucker, Aktuar in Sandersleben    | Wilhelm Meißner, Lehrer in Sandersleben            |                                                   |
| Drohndorf     | Dr. Karl Sintenis, Oberlandesgerichtsrat Dessau | Daniel Schumann, Justizamtmann in Sandersleben     | ab Juni 1851:Otto Matthiä, Rechtsanwalt           |
| Groß-Alsleben | Franz Walther, Oberlandesgerichtsrat in Dessau  | Martin August Friedrich, Pfarrvikar in Alickendorf | ab Juni 1851:Leopold Schoch, Domänenrat           |
| Zerbst        | Dr. jur. August Habicht, in Dessau              | Dr. Conradin Friedrich Eduard Zier in Zerbst       |                                                   |
| Zerbst        | Karl Wiegand, Lehrer in Zerbst                  | Rudolph Behm, Buchhändler in Zerbst                |                                                   |
| Zerbst        | Otto Mann, Prediger in Zerbst                   | Friedrich Partheil, Kaufmann in Zerbst             |                                                   |
| Eichholz      | Julius Karl Pannier, Hofrat in Zerbst           | von Brüschenk, Gutsbesitzer in Eichholz            |                                                   |
| Dobritz       | Eduard Schütze, Lehrer in Polenzko              | Friedrich von Kalitsch, Kammerjunker, Polenzko     | ab Juni 1851: Wegener, Schulze                    |

## Zweiter ordentlicher Landtag für Anhalt-Köthen
- Präsident: Karl Friedrich Hölemann, Pfarrer in Edderitz
- Stellvertretende Präsidenten: Gustav Bartels, Generalkommissionsrat in Köthen, Anton von Braunbehrens, Kreisdirektor in Giersleben

| Wahlort        | Abgeordneter                                         | Stellvertreter                                  | Anmerkung                                                 |
| -------------- | ---------------------------------------------------- | ----------------------------------------------- | --------------------------------------------------------- |
| Köthen         | Johann Andreas Cramer, Schulrat in Köthen            | Louis Thiele, Uhrmacher in Köthen               |                                                           |
| Köthen         | Dr. phil. Kretschmar, Köthen                         | August Demuth, Schlosser in Köthen              |                                                           |
| Köthen         | Wilhelm Klinghammer, Oberlandesgerichtsrat in Köthen | Schönefeld, Ökonom, Hof-Pächter in Köthen       |                                                           |
| Köthen         | Adolf Wolter, Oberlandesgerichtsrat in Köthen        | Goritz, Ökonomr in Köthen                       |                                                           |
| Pißdorf        | Friedrich Päßler, Partikulier in Geutz               | Matthiä, Cand. Theol. in Pißdorf                |                                                           |
| Großpaschleben | Otto Behr, Advokat in Köthen                         | Franz Albrecht, Inspektor in Köthen             |                                                           |
| Gerbitz        | Christoph Hoppe, Aktuar in Nienburg                  | Richter, Fabrikherr bei Grimschleben            |                                                           |
| Nienburg       | Habicht, Fabrikbesitzer in Nienburg                  | Andreas Gottfried Schmidt, Pastor in Nienburg   | Nachwahl: Lucke, Mühlenbesitzer                           |
| Biendorf       | Alfred von Behr, Arzt in Köthen                      | Wilhelm Eduard Albert, Pfarrer in Biendorf      | Nachwahl: Carl Nette, Gutsbesitzer und Amtmann in Wörbzig |
| Edderitz       | Dr. phil. Karl Schmidt, Osternienburg                | Carl Nette, Gutsbesitzer und Amtmann in Wörbzig |                                                           |
| Groß-Weißsand  | Franz Ferdinand Rungius, Pfarrer in Schortewitz      | Hildebrandt, Gutsbesitzer in Arensdorf          |                                                           |
| Prosigk        | Karl Friedrich Hölemann, Pfarrer in Edderitz         | Köppe, Gutsbesitzer in Groß-Gölzau              |                                                           |
| Merzien        | Friedrich Peters, Pfarrsubstitut in Merzien          | Friedrich Koch, Lehrer in Zehringen             |                                                           |
| Wulfen         | Eduard Lüdicke, Justizrat in Köthen                  | Arthur Heß, Domänenpächter in Wulfen            |                                                           |
| Güsten         | Gustav Bartels, Generalkommissionsrat in Köthen      | Gebhardt, Aktuar in Güsten                      |                                                           |
| Giersleben     | Anton von Braunbehrens, Kreisdirektor in Giersleben  | Chr. Brückner, Gutsbesitzer in Giersleben       |                                                           |
| Ilderstedt     | Hedicke, Domänenpächter in Warmsdorf                 | August Bartels, Amtmann in Kölbings             |                                                           |
| Roßlau         | Junge, Kaufmann in Roßlau                            | Kuhnemann, Aktuar in Roßlau                     |                                                           |
| Meinsdorf      | Wilhelm Oehlmann, Regierungsrat in Köthen            | Bittkow, Kaufmann in Roßlau                     |                                                           |
| Bornum         | Voigt, Ökonom in Garitz                              | Johann Wilhelm Laue, Pastor in Bornum           |                                                           |
| Lindau         | Christ. Platte, Schulze in Dornburg                  | Gottfried Witte, Bürgermeister in Lindau        |                                                           |